# Wincenty Prokopowicz
Wincenty Prokopowicz (ur. 29 marca 1825 w Warszawie, zm. 24 września 1894 tamże) – polski prawnik, redaktor, wydawca, członek Senatu oraz encyklopedysta.

## Życiorys
Kandydat nauk prawnych, pomocnik naczelnego prokuratora X Departamentu Senatu, który był wówczas najwyższą sądową instancją w Królestwie Polskim.
Był publicystą, redaktorem naczelnym oraz wydawcą „Przeglądu Sądowego” oraz „Gazety Sądowej Warszawskiej”. Współpracował z rosyjskim pismem „Tygodnik Petersburski”. Autor podejmujący tematy prawnicze. Napisał m.in. studium prawnicze „O lichwie” wydrukowane w pierwszym roczniku „Przeglądu Sądowego”.
Był również encyklopedystą piszącym hasła z zakresu prawa do 28 tomowej Encyklopedii Powszechnej Orgelbranda z lat 1859–1868. Jego nazwisko wymienione jest w I tomie z 1859 roku na liście twórców zawartości tej encyklopedii .